# IJsbijl

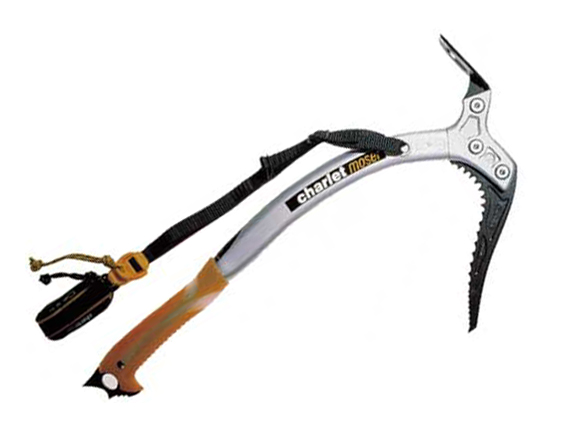
ijsbijl

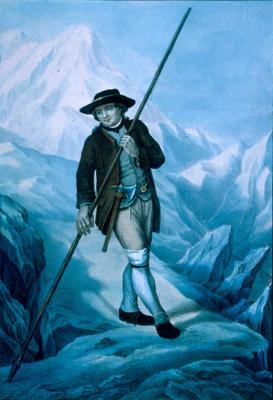
Afbeelding van Jacques Balmat, uitgerust met bijl en alpenstock (ca. 1786)

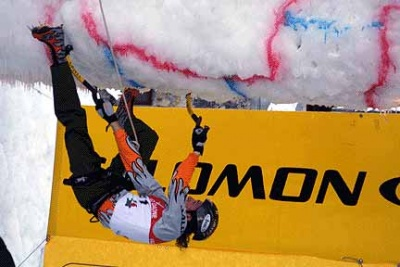
Gebruik van ijsbijlen tijdens een klimwedstrijd.

Een ijsbijl is een bergkliminstrument voor het beklimmen van steile wanden. Het bestaat uit een houw aan een korte en gebogen steel met meestal een polsband. Voor het beklimmen van minder steile wanden wordt de pickel gebruikt die een langere en rechte steel heeft. Omdat de ijsbijl een korte steel heeft van ongeveer 50 cm, kan de punt beter worden geplaatst dan met een pickel; de kromming van de houw vereenvoudigt de verwijdering uit het ijs. 
Op een tekening van Jacques Balmat die op 8 augustus 1786 samen met Michel-Gabriel Paccard de Mont Blanc had beklommen, is te zien dat deze pionier was uitgerust met een bijl en een lange puntige stok ('alpenstock'). In die periode ontstond de bergsport en daarmee de behoefte aan speciaal gereedschap om boven te komen: de pickel en de ijsbijl ontstonden in 1840 door de samenvoeging van deze twee instrumenten. Aanvankelijk zat het slaggedeelte net als bij een gewone bijl verticaal aan de steel maar dat is voor het houwen van treden niet handig en daarom werd dit stuk rond 1860 vervangen door een schoffel, waarbij het scherpe gedeelte haaks op de steel staat. Naarmate het gebruik van stijgijzers toenam en er minder treden hoefden te worden gehouwen kon de steel van de ijsbijl worden verkort en hierdoor ontstonden de wandelbijlen, pickels en de technische ijsbijlen.
Het 19e-eeuwse stuk gereedschap was van hout en metaal en pas in de tweede helft van de 20e eeuw ontwierp de schot Hamish Mcinnes de eerste volledig metalen ijsbijl. Tegenwoordig wordt de houw vaak vervaardigd van chroommolybdeenstaal en de steel van aluminium of carbonfiber.
Moderne ijsbijlen moeten aan hoge Europese veiligheidsnormen voldoen die identiek zijn aan de eisen van de Union International des Associations d’Alpinisme.

## Trivia
Leon Trotski, de stichter en eerste leider van het Rode Leger, werd in 1940 in Mexico door Ramón Mercader, een Spaans geheim agent in dienst van de Sovjet-Unie, vermoord met de punt van een ijsbijl.